# La batalla de los hunos

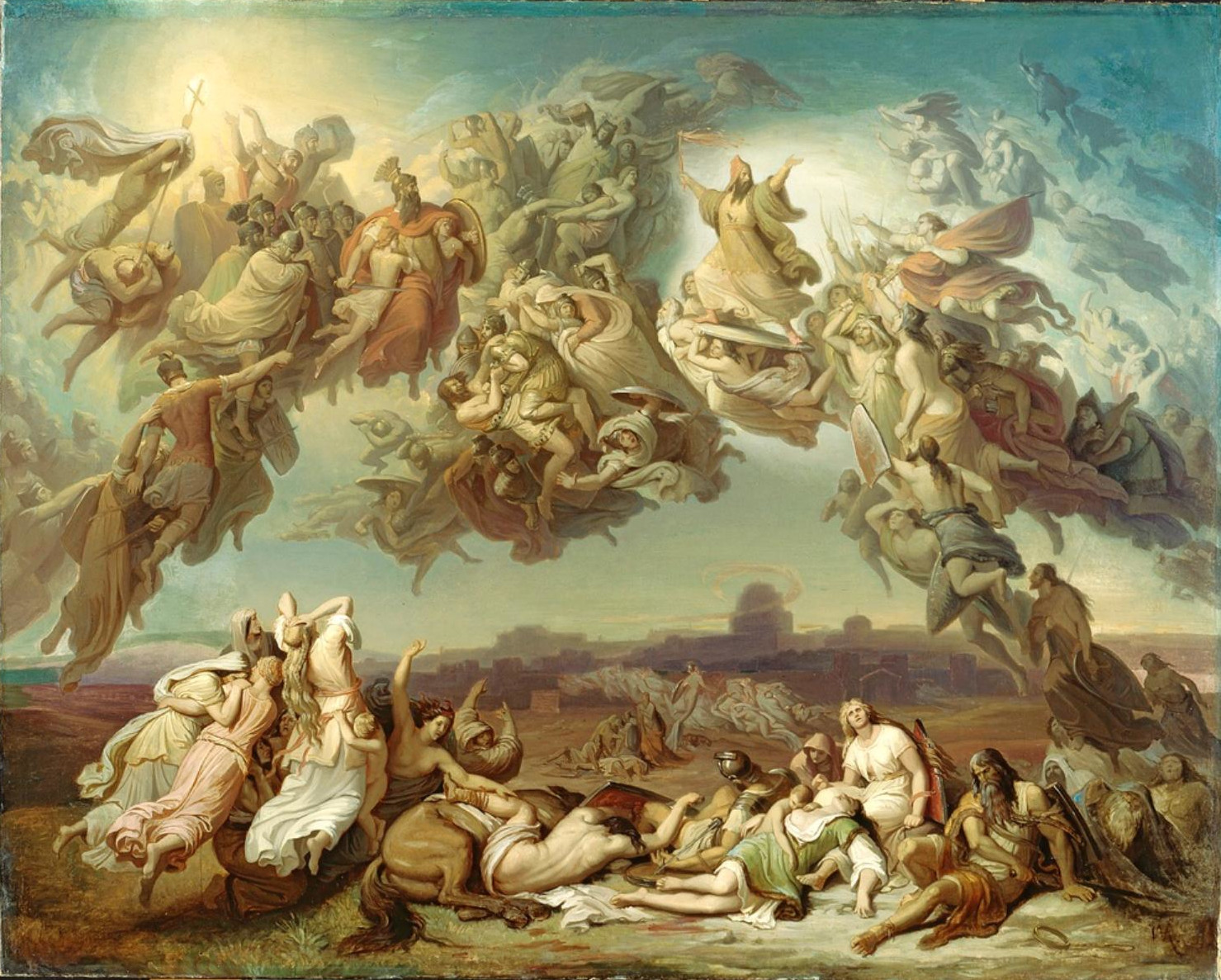
Die Hunnenschlacht, pintado por Wilhelm von Kaulbach.

La batalla de los hunos (en alemán, Hunnenschlacht) S.105 es uno de los trece Poemas sinfónicos de Franz Liszt, compuesto en 1857 y basado en un cuadro homónimo de Wilhelm von Kaulbach.
El mismo Liszt condujo el estreno de la obra en Weimar, el 29 de diciembre de 1857.

## Inspiración
Esta obra está basada en el cuadro del mismo nombre pintado por Wilhelm von Kaulbach alrededor de 1850 (colección privada). La pintura describe la batalla de los Campos Cataláunicos en el año 451, en la que el ejército huno liderado por Atila luchó contra una coalición entre el ejército romano dirigido por Aecio y el ejército visigodo comandado por Teodorico. Según la leyenda, la batalla fue tan feroz que las almas de los guerreros muertos continúan luchando en el cielo.

## Estructura
La primera parte de este poema sinfónico, marcada como Tempestuoso, allegro non troppo, lleva las siguientes indicaciones del compositor: «Directores: el timbre de la pieza debería mantenerse muy oscuro y todos los instrumentos deben sonar como fantasmas». Liszt consiguió este efecto indicando a toda la sección de cuerdas tocar con sordina, incluso en los pasajes fortissimo. Esta sección representa una atmósfera de presentimiento y rabia contenida antes del estallido de la batalla.
La segunda parte, Piu mosso, comienza con un «Schlachtruf» («grito de batalla») de las trompas , que luego es adoptado por las cuerdas. Entonces comienza el tema de la batalla principal, una versión completamente formada del material de la introducción. Toda esta sección usa la llamada escala gitana, que Liszt empleó frecuentemente en sus composiciones de temática húngara. En esta sección, el compositor introduce un efecto inusual: contra la corriente de la estridente música de batalla, los trombones entonan la melodía de un antiguo canto llano, llamada «Crux fidelis». La descripción del propio Liszt de esta sección fue «dos corrientes de luz contrarias en las que los hunos y la Cruz se están moviendo».
El tema «Crux fidelis» es interpretado más adelante por las cuerdas en una sección pacífica y tranquila, que contrasta con la anterior. La música crece en intensidad, incluyendo finalmente un órgano y una sección de viento-metal fuera del escenario y concluye de forma triunfal.